# Niederhergheim
Niederhergheim település Franciaországban, Haut-Rhin megyében. Lakosainak száma 1169 fő (2022. január 1.). Niederhergheim Sainte-Croix-en-Plaine, Rouffach, Dessenheim, Oberhergheim és Herrlisheim-près-Colmar községekkel határos.

## Népesség
A település népességének változása:
| Lakosok száma | 1063 | 1111 | 1140 | 1129 | 1138 | 1147 | 1148 | 1157 | 1169 |
|               | 2013 | 2015 | 2016 | 2017 | 2018 | 2019 | 2020 | 2021 | 2022 |